# 小西酒造
小西酒造株式会社（こにししゅぞう、英: Konishi Brewing Company）は、日本の兵庫県伊丹市に本社を置く清酒メーカーである。商標名。
キャッチフレーズは「山は富士 酒は白雪」。企業スローガンは「誰も歩いていない道を行く」。

## 概要

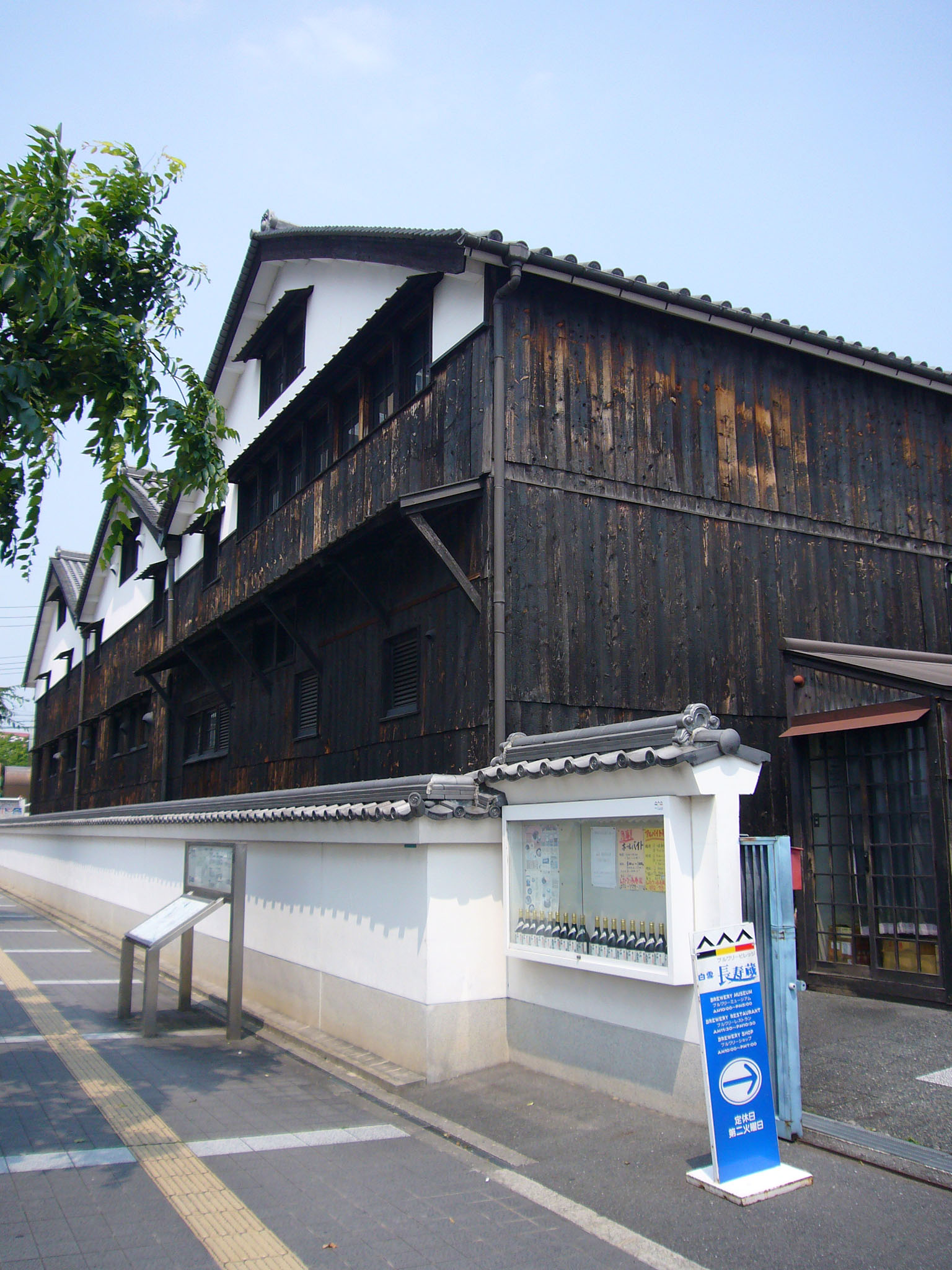
ブルワリーミュージアム『長寿蔵』

1550年創業。清酒「白雪」（｢雪｣のロゴ文字で「ヨ」の真ん中の横線は、右に突き出ている）の醸造元であり、現在では、清酒の製造のみならず、ビールの醸造、輸入酒の販売もおこなっている。文禄 - 元禄期（1661年 - 1704年）ごろの伊丹は上方酒造業の中心で多くの酒造業者があり、小西酒造もそのころを起源とすると考えられている。酒造メーカーの中では有数の歴史を持つ企業としても知られる。初代は薬屋新右衛門。「新右衛門」の名は現代まで続く名跡となっており、2020年には創業470年の節目を機に、当代の社長が15代小西新右衛門を襲名した。
元禄期には江戸の日本橋 (東京都中央区)に下り問屋を開設し、江戸における下り酒の販路を確立、さらに17世紀後半から18世紀にかけて、伝法・安治川で廻船問屋を始めた。このように、生産から流通・販売まで一手に扱うシステムを同族によって確立していたことが小西酒造の特徴である。また、酒造業だけでなく、惣宿老として伊丹郷町の政治・経済・文化に深く関わった。近代に入ると、鉄道事業や学校の設立、銀行経営のほか、近代産業への投資を行い多角経営を図った。
企業博物館としてブルワリーミュージアムを設けている。また同社の本社が伊丹市にあることから宝塚歌劇団ならびに阪急阪神東宝グループ（旧:阪急グループ）とのつながりが深いことでも知られる。阪急電鉄の駅ベンチには長年、白雪の広告が入っていたことでも知られた。2023年3月現在、阪急系列の能勢電鉄の駅ベンチに白雪の広告が入っている。
昭和時代にプロ野球・阪急ブレーブスが本拠地としていた西宮球場は、地元という事で球場の外野スタンドにスポンサーとして協賛していた。よく昔の名場面のVTRで、1971年（昭和46年）のオールスター戦の江夏豊（阪神）の9連続奪三振のシーンで白雪の看板が映される。
本社はかつて伊丹市中央3-5-8の兵庫県道13号線沿いにあり、長らくランドマークとして機能していたが2013年（平成25年）2月に東有岡2-13の富士山蔵敷地内へ移転している。
なお　小西家に伝わる大量の文書や資料は、酒造業や伊丹の歴史を研究する上で貴重な資料で小西新右衛門氏文書として検討が進められている。

## 沿革
- 1550年 創業。初代小西新右衛門宗吾の祖父が伊丹の地で薬種業を営む傍ら濁り酒造りを始める。
- 1612年 初代小西新右衛門宗吾がこの頃から酒造業を本業とし、酒樽を馬の背に乗せ江戸へ運ぶ駄送りを開始。
- 1635年 宗宅が江戸へ駄送り中に雪をいただいた富士山の気高さに感動し、「白雪」のブランドを誕生させる。
- 1694年 江戸日本橋木挽町で酒問屋を生産者として初めて出店。
- 1697年 惣宿老（伊丹郷町の近衛領内における司法・行政を担う）制度が設けられ、四代霜巴も役目を仰せつかり帯刀を許可。この頃、大阪伝法村及び安治川にて樽廻船問屋を設け営業開始。
- 1786年 伊丹郷町の自衛目的から私設の剣道場を設置。私設三大道場の一つ、今日の修武館の起源。
- 1821年 頼山陽が伊丹を訪れ白雪讃詩をつくる。
- 1838年 昆陽口に作られた郷校「明倫堂」設立に出資。
- 1873年 伊丹小学校の設立に出資。
- 1885年 ランプ口金工場を開設（全国で3番目）。修武館を開設し初代館長を担う。
- 1889年 業茂、次男を発起人代表として川辺馬車鉄道を設立。
- 1895年 業茂、伊丹銀行を設立し頭取に就任。
- 1899年 阪鶴鉄道の設立に関与。
- 1910年 魚住郷に進出。
- 1915年 西宮郷に進出。
- 1939年 「山は富士、酒は白雪」のキャッチフレーズで広告開始。
- 1988年 ベルギービールの取引開始。
- 1995年 阪神・淡路大震災により本社と西宮工場が被災。「白雪ブルワリービレッジ長寿蔵」オープン。地ビールの販売開始。
- 1996年 オーストラリアに清酒製造工場竣工。
- 1997年 第1回「白雪蔵まつり」開催。
- 2003年 西宮工場を閉鎖し、伊丹に生産体制を集約。

## 事業所
本社・富士山蔵（日本酒・ビール）・近畿支店（近畿営業課/中四国営業課/九州営業課）・物流センター
兵庫県伊丹市東有岡2丁目13番地
長寿蔵（ビール）
兵庫県伊丹市中央3丁目4番15号
東京支店（東京営業課/北海道営業課）
東京都中央区新富2丁目15番6号1階
名古屋営業所
愛知県名古屋市名東区宝が丘289番地

### 関連会社
白雪食品株式会社
兵庫県伊丹市伊丹1丁目1番19号

## 日本酒
「白雪」銘の日本酒
- 上撰 白雪 純米酒
- 特撰 白雪
- 超特撰 白雪 伊丹諸白
- 超特撰 白雪 純米吟醸 赤富士
- 超特撰 白雪 純米大吟醸 萬歳紋（原酒）
- 超特撰 白雪 江戸元禄の酒（復刻酒）原酒
- 超特撰 純米吟醸 淡にごり
- 白雪 純米大吟醸 大褒寿
- 白雪 大吟醸生原酒 氷温熟成
- 白雪 大吟醸生酒 氷温熟成
- 上撰 白雪 純米酒クラシック白雪 昭和の酒
- 上撰 白雪 ブルーカップ
- 上撰 白雪 パルカップ
- 白雪 樽酒カップ
- 上撰 白雪 ブルーパック
- 白雪 スーパーレッドパック
- 白雪 大吟醸スリムボックス

「摂州男山」銘の日本酒
（清酒発祥の地、伊丹の地酒。江戸時代より関白近衛家のご用達酒として有名な銘柄「男山」）
- 上撰 摂州男山

「KONISHI」の日本酒
- 大吟醸ひやしぼり
- 吟醸ひやしぼり
- 純米吟醸ひやしぼり
- 碧冴えの澄みきり 純米

## ビール

### ベルギービールとの関わり
小西酒造は、いち早くベルギービールを日本に輸入しはじめた企業である。兵庫県伊丹市とベルギー・ハッセルトが姉妹都市になったことを契機に第15代社長の小西新太郎が輸入を開始した。1988年（昭和63年）11月のヒューガルデン・ホワイトを皮切りに様々な醸造所と取引を行う。ベルギーを代表する伝統的醸造所であるカンティヨン醸造所は、ヨーロッパ圏外に輸出する際の最初の取引先として小西酒造を選択している。
代表取締役社長である小西新太郎は、その功績から1999年（平成11年）9月11日に日本人として初めてベルギービールの騎士（La Chevalerie du Fourquet des Brasseurs）に認証された。
2007年（平成19年）の時点では、小西酒造は日本でのベルギービール輸入のシェアのうち約60%占めていた。しかし、2008年（平成20年）9月4日から、その過半数を占めていた主力商品ヒューガルデン・ホワイトをはじめ6銘柄の日本国内での販売権がアサヒビールに移ることになる。そのため、小西酒造はヒューガルデン・ホワイトの代替となる商品の獲得を急務としていた。
2008年（平成20年）8月27日、小西酒造は、デュベル・モルトガット醸造所の新製品「ヴェデット・エクストラ・ホワイト」の日本での販売を発表した。
2018年（平成30年）、ベルギービールの国内での普及や、2017年3月の酒税法改正における日本政府への働きかけ等多大なる貢献が認められ「王冠勲章コマンドール章」をベルギー国王より授与された。

### 地ビール・クラフトビール
「白雪ビール」というブランドの地ビールを生産している。
1995年（平成7年）6月、本社ビルの横に地ビールレストラン「白雪ブルワリービレッジ長寿蔵」をオープン。建物は、昔、酒蔵として使われていたものを改造している。

## 受賞歴
全国新酒鑑評会
平成14酒造年 - 令和5酒造年
- 「白雪」金賞受賞 - 平成20酒造年度
- 「白雪」金賞受賞 - 平成29酒造年度
- 「白雪」金賞受賞 - 令和2酒造年度
- 「白雪」金賞受賞 - 令和5酒造年度

international wine challenge インターナショナル・ワイン・チャレンジ（IWC）
- 2020年11月 [11],[12]
  - 大吟醸部門 = 「超特撰白雪（ちょうとくせんしらゆき）　大吟醸富士山蔵（ふじやまぐら）」金メダル受賞
  - 古酒部門 = 「超特撰白雪　江戸元禄の酒（復刻酒）原酒」 金メダル受賞
- 2021年5月
  - 本醸造部門 = 「超特撰白雪　伊丹諸白　本醸造」金メダル受賞・部門No1のトロフィー受賞
- 2022年5月
  - 古酒部門 = 「超特撰白雪　江戸元禄の酒（復刻酒）原酒」 金メダル受賞

- 2023年5月
  - 大吟醸部門 = 「超特撰白雪（ちょうとくせんしらゆき）　大吟醸富士山蔵（ふじやまぐら）」金メダル受賞
  - 本醸造部門＝「特撰　白雪」金メダル受賞
  - 古酒部門 = 「超特撰白雪　１７０２」 金メダル受賞
  - 　　　　　 「超特撰白雪　１８６７」 金メダル受賞

世界酒蔵ランキング
国内外で開催されたコンテストでもっとも評価された酒蔵を認定
その年に開催された有力な日本酒コンテストの受賞実績をポイント化して酒蔵ごとに集計し、スコアの上位50位の酒蔵を格付けするものです。
- 2020年12月　　世界酒蔵ランキング2020　　5位（5つ星ランク）
- 2021年12月　　世界酒蔵ランキング2021　　6位（5つ星ランク）
- 2022年12月　　世界酒蔵ランキング2022　　3位（5つ星ランク）
- 2023年12月　　世界酒蔵ランキング2023　　2位（5つ星ランク）
- 2024年12月　　世界酒蔵ランキング2024　　2位（5つ星ランク）

European Beer star
- 2011年10月「スノーブロンシュ」金賞受賞
- 2012年10月「スノーブロンシュ」金賞受賞
- 2013年9月 「スノーブロンシュ」金賞受賞
- 2021年11月「ITAMI BEER ホワイト」Silver Award(銀賞（カテゴリー2位））受賞

ジャパン・グレートビア・アワーズ主催クラフトビア・アソシエーション（日本地ビール協会）
- 2021年3月「ITAMI BEER ホワイト」ベルジャンスタイル・ウィットビール部門　銅賞受賞
  - 「ITAMI BEER ブラック」ロブスト・ポーター部門　銅賞受賞

フランクフルト・インターナショナル・トロフィ
- 2021年4月「ITAMI BEER ホワイト」Beers - Wheat - Belgian Style Witbier - White Beer部門　銀賞受賞

## 創業家
小西家の当主は代々「新右衛門」を襲名。
- 清酒業を本業としたのは新右衛門（宗吾）で、これを初代としている[13]。
- 2代新右衛門（宗宅）[13]
- 4代新右衛門（霜巴）- 元禄10年（1697年）伊丹郷町に「惣宿老制度」が設けられ、惣宿老の一人に任命され、帯刀を許される[13]。
- 6代新右衛門（？）- 小西姓を名乗り始める[14]。
- 7代新右衛門（宗脩）- 天明6年（1786年）に修武館を開く[13]。
- 10代新右衛門（業広）- 1824年生、1879年没。領主近衛家の庇護のもとに町の総宿老として町政にも参与、維新後は新政府の会計基立金の調達に応じ、公職にも就いた[14]。
- 11代新右衛門（業茂）- 1851年生、1906年没。幼名・新太郎のち茂太郎。日本貯金銀行頭取、真宗信徒生命保険社長、阪鶴鉄道役員、大日本武徳会評議員なども務めた[15][16]。
- 12代新右衛門（業精）- 1875年生、1947年没。先代の長男。幼名・新太郎のち利右衛門。二高、東京帝大法科大学政治科を卒業後、大蔵省理財局を経て家業を継ぎ、1933年に株式会社化する。破産した辰馬半右衛門の酒蔵を買収し本辰酒造を設立し社長就任。阪神土地信託社長、日本相互貯蓄銀行頭取、阪急系列宝塚植物園社長はじめ多くの企業の役員を務めた。妻の完子は子爵大河内正質の娘。子に静子（1919-1991）、文子（1925年生、広岡久右衛門 (10代目)長男正荘の妻）。弟壯二郞（川辺馬車鉄道発起人）の岳父に外交官荒川巳次[17][16][18]。
- 13代新右衛門（業雅）- 1912年生、1954年没。先代の娘静子の入婿。旧名・渡辺正。京都帝国大学経済学部卒。42歳で没したため、妻静子が社長となる[19][20]。
- 14代新右衛門（業輝）- 1929年生、2018年5月3日没[21]。静子の入婿。旧名・輝也。同志社大学社会学科卒[22][18]。
- 15代新右衛門（新太郎）- 1952年生。13代の長男。1991年より社長。伊丹商工会議所会頭も務める[23]。

## 剣道・なぎなた
小西家は武道を尊ぶ家柄であることでも知られている。1786年（天明6年）から伊丹に道場を開き、剣道やなぎなたを稽古していた。小西業茂（11代目小西新右衛門）は明治維新後、道場を一般に公開して「修武館」と名付け、子弟の教育にあたった。
12代小西新右衛門の娘静子とその次女敬子（1948－2002）が2代に渡り会長を務めた全日本なぎなた連盟の本部も長らく小西酒造本社内に置かれていたが、2013年（平成25年）の本社移転に伴い近隣の中央1丁目へ移転している。

## 硬式野球部
硬式野球部は1958年（昭和33年）に軟式から転じ、伊丹市代表として都市対抗野球大会に出場した事もある。1999年（平成11年）限りで休部。
同社出身の谷中真二は、西武がドラフト指名した当日、酒蔵で樽の中に醸造中の酒の様子を確認するために梯子に登っており、同僚が西武の指名を伝える場面がテレビで映された。

## 施設等
白雪グラウンド
小西酒造は1995年まで、兵庫県宝塚市ふじガ丘に野球場「白雪グラウンド」を所有していた。近郊の社会人野球チームが使用していた他、春夏全国高校野球選手権の時期には、甲子園出場を決めた他県の高校野球チームが練習試合などを行っていた。1995年以降、球場跡地は住宅地となっている。
白雪倉庫
1975年頃まで東京都八王子市の楢原町に当時の酒造メーカーとしては最大規模の約2万5千平米の広大な敷地と倉庫を所有していた。現在では倉庫の跡地は住宅地となっている。

## 広告出演者
- 井沢八郎 - CMソング「山は富士 酒は白雪」を歌唱。
- 田村高廣・田村正和・田村亮 - 「田村三兄弟」として出演。

## 提供番組(過去)
- 白雪劇場 - 関西テレビ制作・フジテレビ系列で1973年（昭和48年）から1975年（昭和50年）にかけて放映された1時間時代劇。
- 三枝の国盗りゲーム - 朝日放送制作・テレビ朝日系列で提供していた番組。
- 金曜ドラマ - TBSテレビで1972年から1977年頃まで提供していた番組[注 1]。